# Lețkî, Pereiaslav-Hmelnițki
Lețkî (în ucraineană Лецьки) este localitatea de reședință a comunei Lețkî din raionul Pereiaslav-Hmelnițki, regiunea Kiev, Ucraina.

## Demografie
Componența lingvistică a localității Lețkî
     Ucraineană (99,18%)
     Alte limbi (0,82%)
Conform recensământului din 2001, majoritatea populației localității Lețkî era vorbitoare de ucraineană (99,18%), existând în minoritate și vorbitori de alte limbi.